# Armactica endoleuca
Armactica endoleuca är en fjärilsart som beskrevs av George Francis Hampson 1912. Armactica endoleuca ingår i släktet Armactica och familjen trågspinnare. Inga underarter finns listade i Catalogue of Life.